# Nemestrinidae

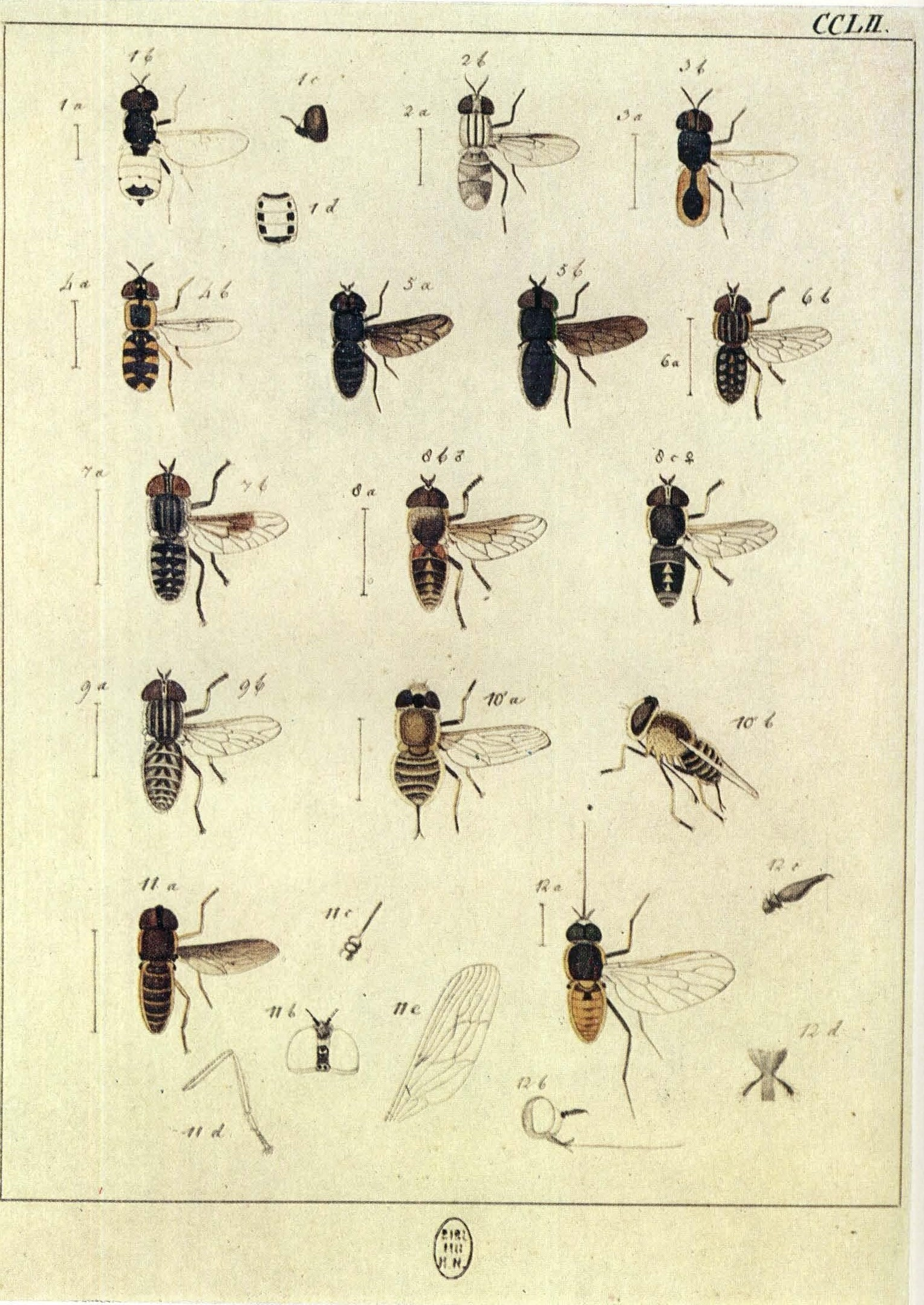
Neorhynchocephalus tauscheri (10) e
Hirmoneura obscura (11) en Europäischen Zweiflügeligen

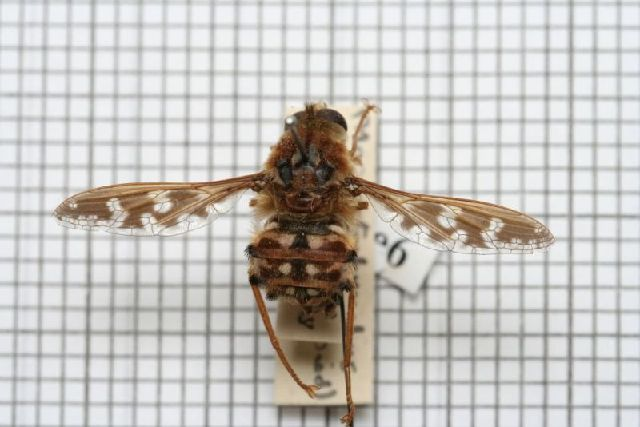
Moegistorhynchus longirostris

Nemestrinidae es una familia de moscas de la superfamilia Nemestrinoidea, pariente cercano de Acroceridae. Es una pequeña familia de distribución mundial con aproximadamente 300 especies en 26 géneros. Tienen aspecto de abejas y  producen un fuerte zumbido. Las larvas son endoparasitoides de saltamontes (subfamilia Trichopsideinae) o de escarabajos (subfamilia Hirmoneurinae). Las larvas pasan por un estadio de planidio, es decir que presentan hipermetamorfosis.
Algunos son considerados importantes controles biológicos de las poblaciones de saltamontes. Los adultos se encuentran en flores a menudo.

## Paleontología
Se han encontrado fósiles de Nemestrinidae en varias localidades de diversas edades en Rusia, Kazajistán, Mongolia, Europa occidental y Norteamérica. Los fósiles más antiguos son de la formación Karabastau del Jurásico superior.

## Géneros
Estos 28 géneros pertenecen a Nemestrinidae:
- Aenigmestrinus Mostovskii, 1998 g
- Archinemestrius Rohdendorf, 1968 g
- Atriadops c g
- Ceyloniola c g
- Cyclopsidea c g
- Eohirmoneura Rohdendorf, 1968 g
- Fallenia c g
- Florinemestrius Ren, 1998 g
- Hirmoneura i c g
- Hirmoneurinae i g
- Hyrmophlaeba Rondani, 1864 g b
- Moegistorhynchus c g
- Nemestrinus c g
- Neohirmoneura b
- Neorhynchocephalus Lichtwardt, 1909 i c g b
- Nycterimorpha c g
- Nycterimyia c g
- Palembolus Scudder, 1878 g
- Prohirmoneura Handlirsch, 1906 g
- Prosoeca c g
- Protonemestrius c g
- Rhagionemestrius Usachev, 1968 g
- Sinonemestrius c g
- Stenobasipteron c g
- Stenopteromyia c g
- Trichopdidea i
- Trichophthalma c g
- Trichopsidea Westwood, 1839 c g b

Fuentes: i = ITIS, c = Catalogue of Life,
g = GBIF,
b = Bugguide.net